# جيمي ووكر (كاتب أغاني)
جيمي ووكر (بالإنجليزية: Jimmy Walker)‏ هو كاتب أغاني أمريكي، ولد في 18 ديسمبر 1915، وتوفي في 27 يونيو 1990.

## روابط خارجية
- إرنست ووكر على موقع ميوزك برينز (الإنجليزية)
- إرنست ووكر على موقع أول ميوزيك (الإنجليزية)
- إرنست ووكر على موقع ديسكوغز (الإنجليزية)